# Santa Maria Maggiore (Triest)

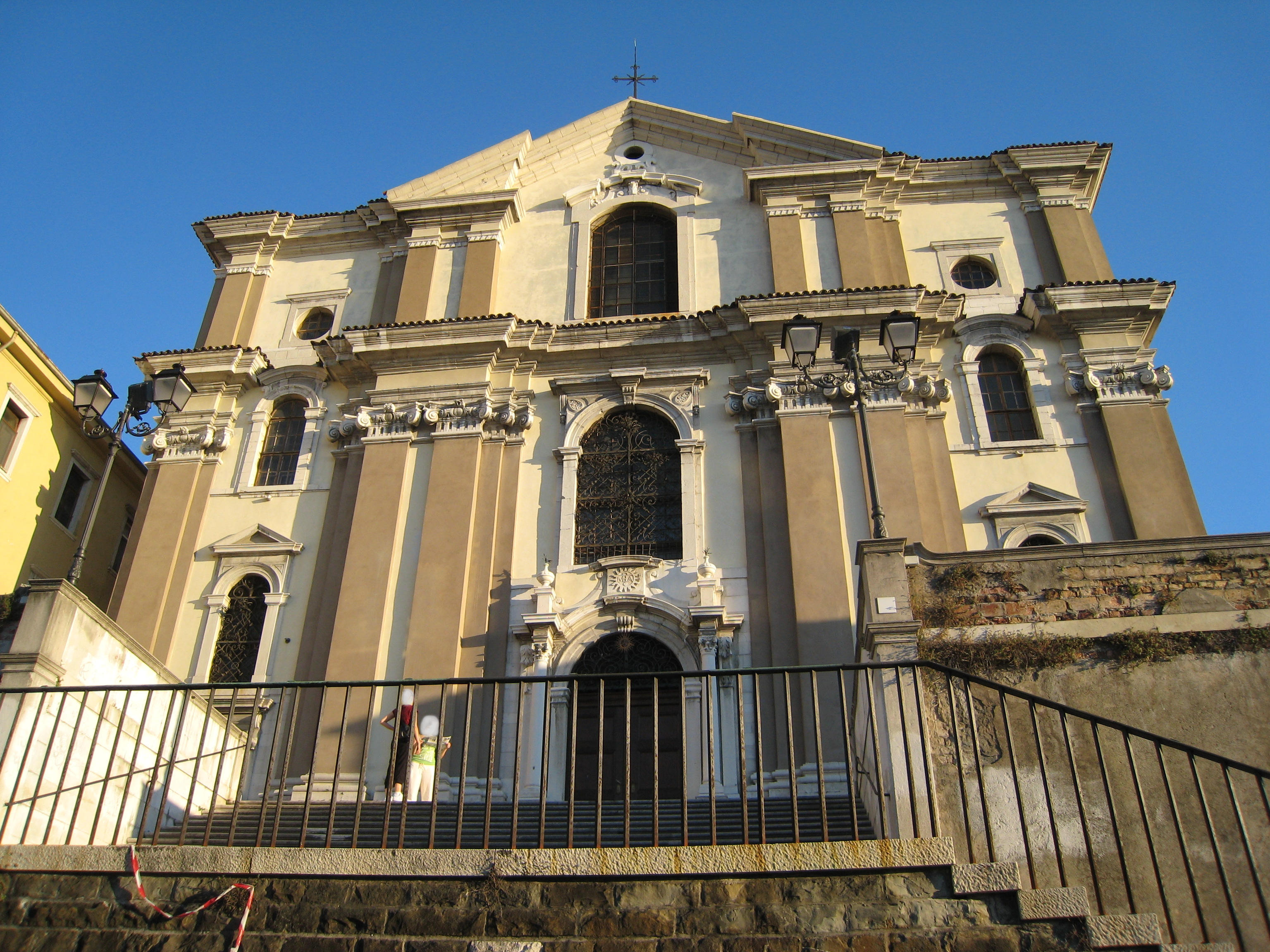
Santa Maria Maggiore in Triest

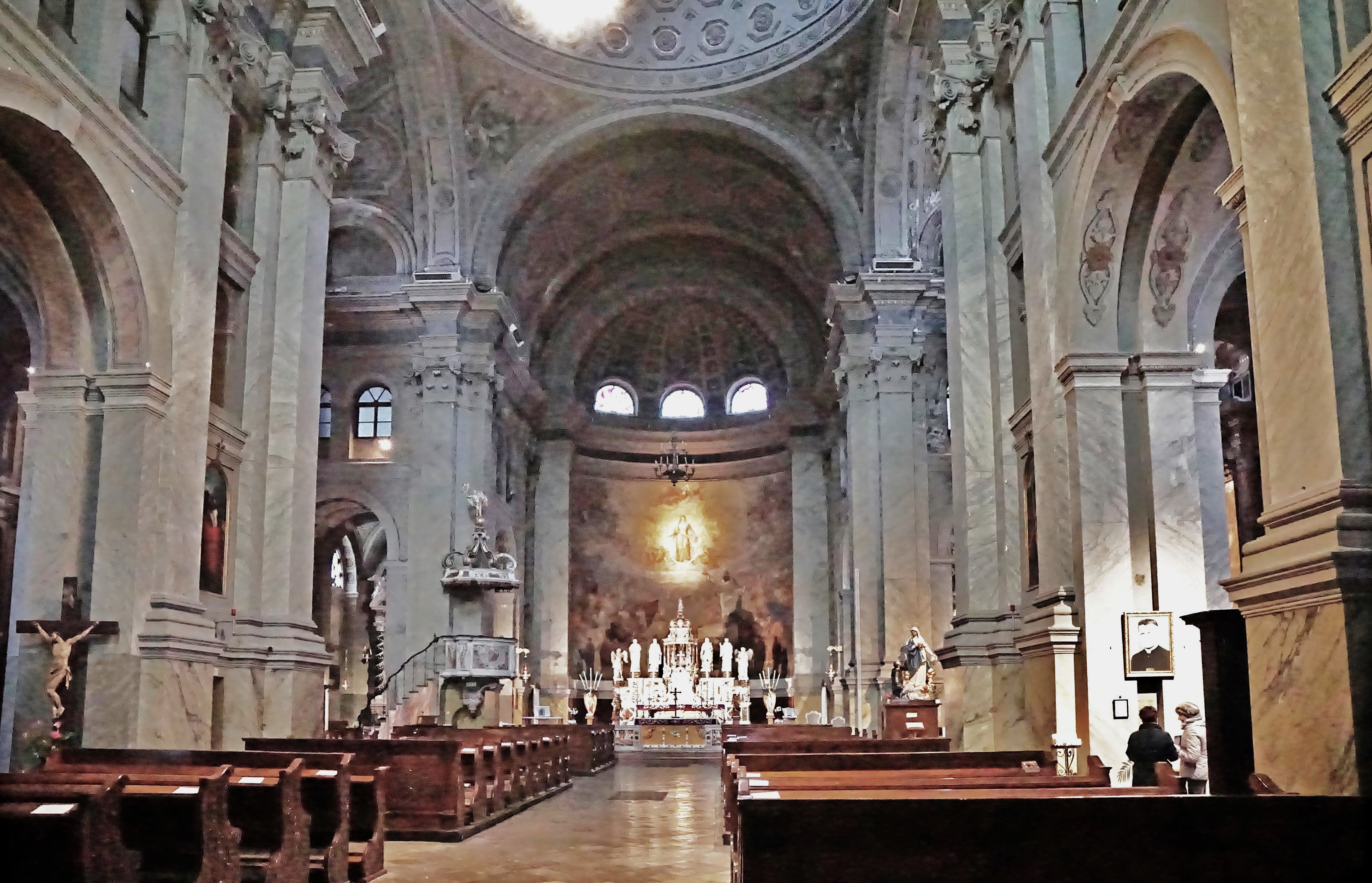
Innenansicht

Santa Maria Maggiore ist eine katholische Pfarrkirche in der norditalienischen Stadt Triest. Das barocke Gotteshaus wurde im 17. Jahrhundert von der Triestiner Jesuitengemeinde erbaut und wird seit 1922 vom Franziskanerorden betreut.

## Name
Das Gotteshaus ist der Mutter Gottes geweiht. Aufgrund ihrer Entstehungsgeschichte wird die Kirche im Volksmund auch Chiesa dei Gesuiti (Jesuitenkirche) genannt.

## Lage
Die Kirche befindet sich in der Via del Collegio am Fuße des Stadthügels San Giusto neben der Basilika San Silvestro in unmittelbarer Nähe der Altstadt von Triest.

## Baugeschichte

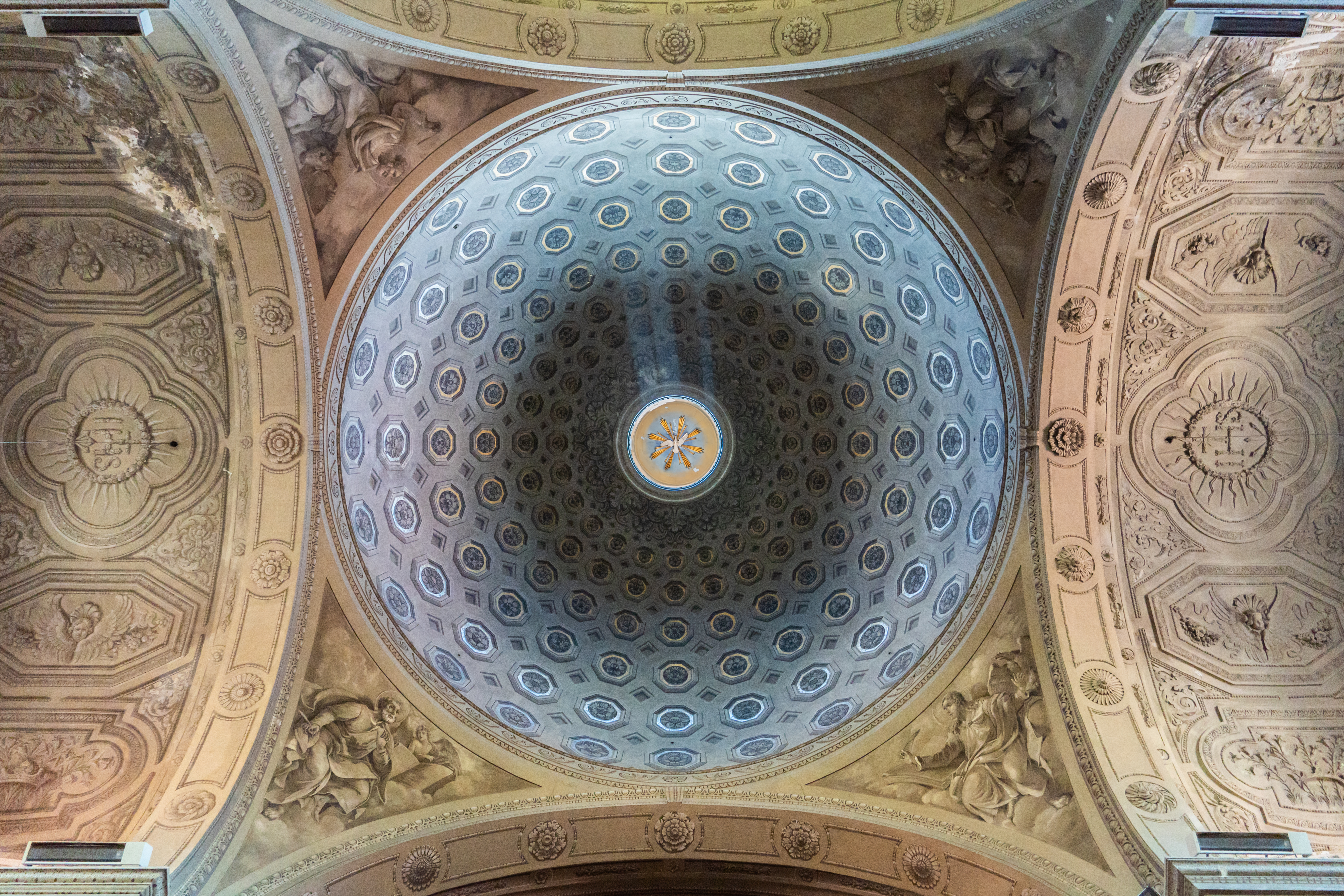
Blick in die Kuppel

Die Entstehungsgeschichte der Kirche Santa Maria Maggiore ist eng verbunden mit der Jesuitengemeinde in Triest.
1619 kamen die ersten beiden Jesuiten, Giuseppe Mezler und Gregorio Salateo, nach Triest. Dank seines guten Verhältnisses zur Triestiner Obrigkeit hatte sich der Jesuitenorden innerhalb kürzester Zeit so entwickelt, dass er den Bau einer Schule in Auftrag geben konnte. Das Jesuitenkolleg befindet sich direkt neben der heutigen Kirche Santa Maria Maggiore. Wenig später wurde der Bau der Kirche beschlossen, die der Heiligen Mutter Gottes geweiht sein und den größten Sakralbau der damaligen Stadt darstellen sollte.
Die Grundsteinlegung erfolgte am 10. Oktober 1627 durch den Triestiner Bischof Rinaldo Scarlicchio. Die Vollendung des Kirchengebäudes zog sich allerdings über Jahrzehnte hinweg. Als die Kirche am 11. Oktober 1682 durch den Triestiner Bischof Giacomo II. Ferdinando Gorizutti eingeweiht wurde, war das Dach des Gebäudes noch zum Teil unbedeckt. Im November desselben Jahres wurde die hölzerne Kirchenkuppel durch einen Brand zerstört, der in einer benachbarten Ölpresse ausgebrochen war. Als der Jesuitenorden 1773 aufgelöst wurde, war die Kirche noch nicht vollendet. Es fehlten die Kirchenkuppel, zwei Altäre und weitere Elemente im Inneren des Gotteshauses. Die Kuppel wurde erst 1817 fertiggestellt.
Aufgrund der wenigen erhaltenen Dokumente über den Kirchenbau ist heute unklar, wem das gesamte Bauprojekt oder einzelne Elemente im Inneren der Kirche zu verdanken sind. Es wird vermutet, dass Giacomo Briani (1589–1649), ein Jesuit aus Modena, ein erheblicher Anteil an der Innengestaltung zugeschrieben werden kann. Die Fassade des Gebäudes wurde um 1701 fertiggestellt und ist vermutlich ein Werk des Trentiner Jesuiten Andrea Pozzo (1642–1709).

## Einrichtung

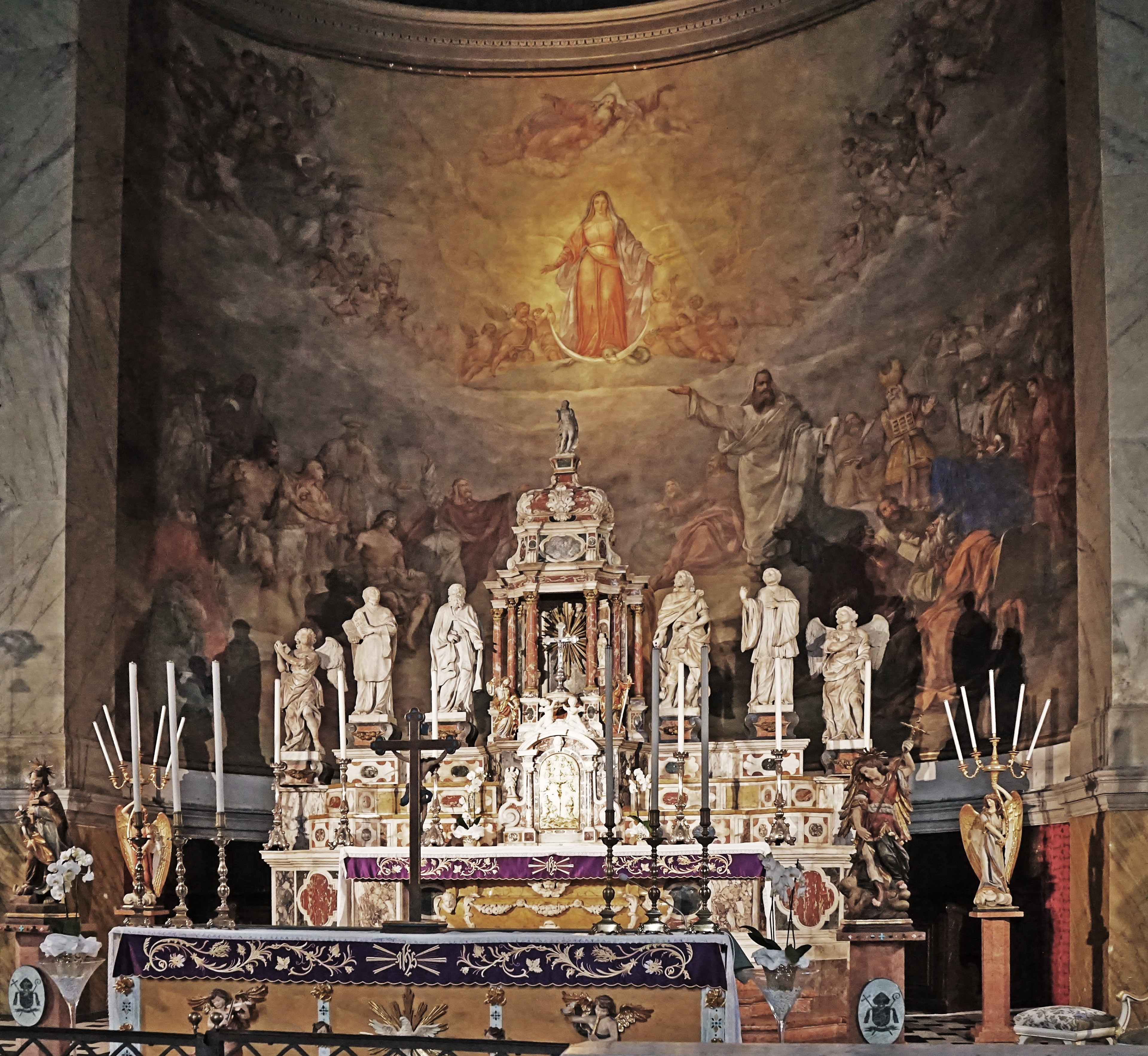
Hochaltar und Apsis

Der Hochaltar in der Rundapsis des Mittelschiffes ist der unbefleckten Empfängnis der Jungfrau Maria geweiht. Er wurde zwischen 1672 und 1717 errichtet. Im 19. Jahrhundert erfolgten einige Restaurierungen. Beidseits des Tabernakels stehen Marmorstatuen der heiligen Jesuiten Ignatius von Loyola, Aloysius (Luigi Gonzaga), Franziskus Borgia und Franziskus Saverio. Der Altar setzt sich optisch in das Wandgemälde der Apsis mit einer Darstellung der Immakulata fort.

## Galerie

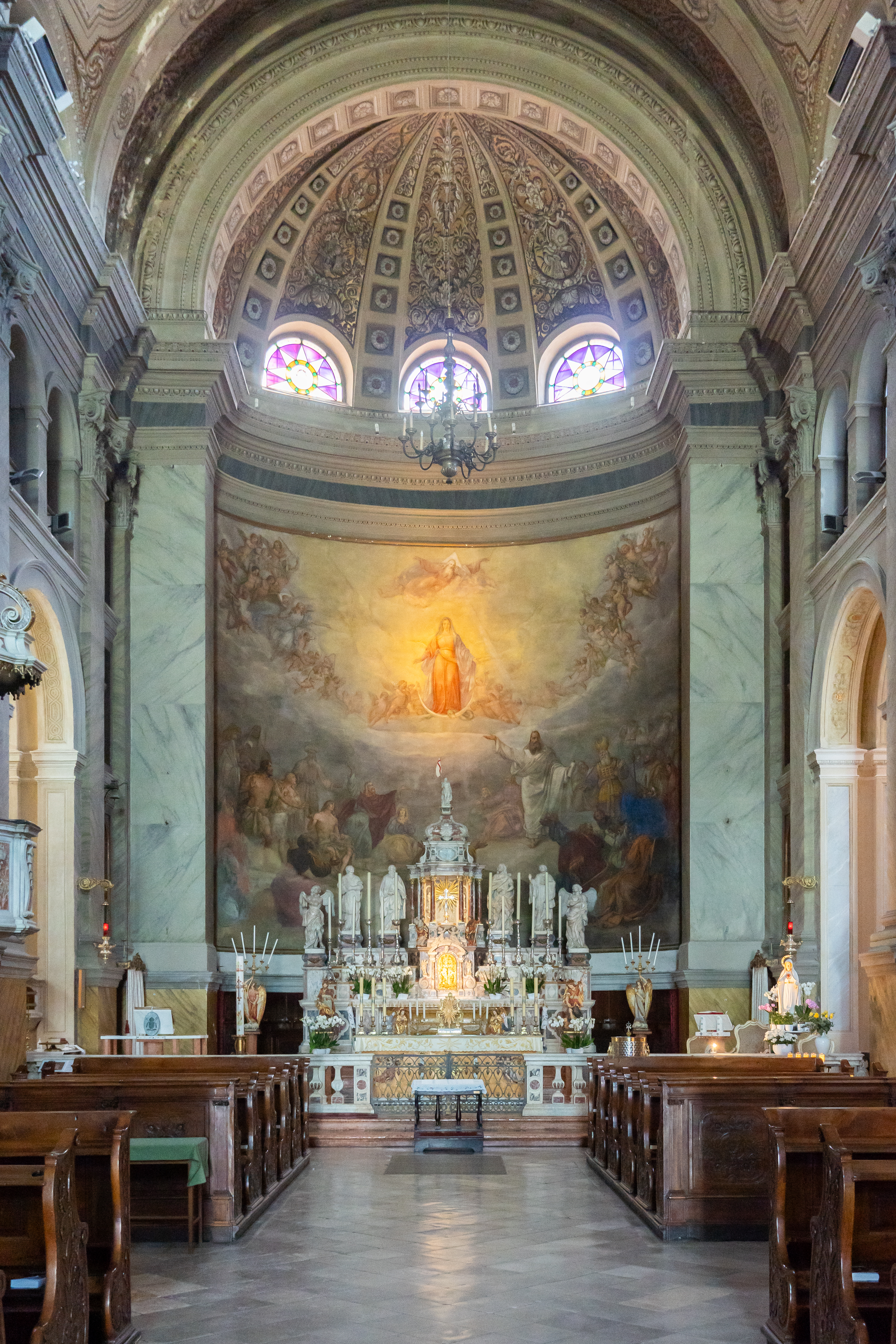
Altar
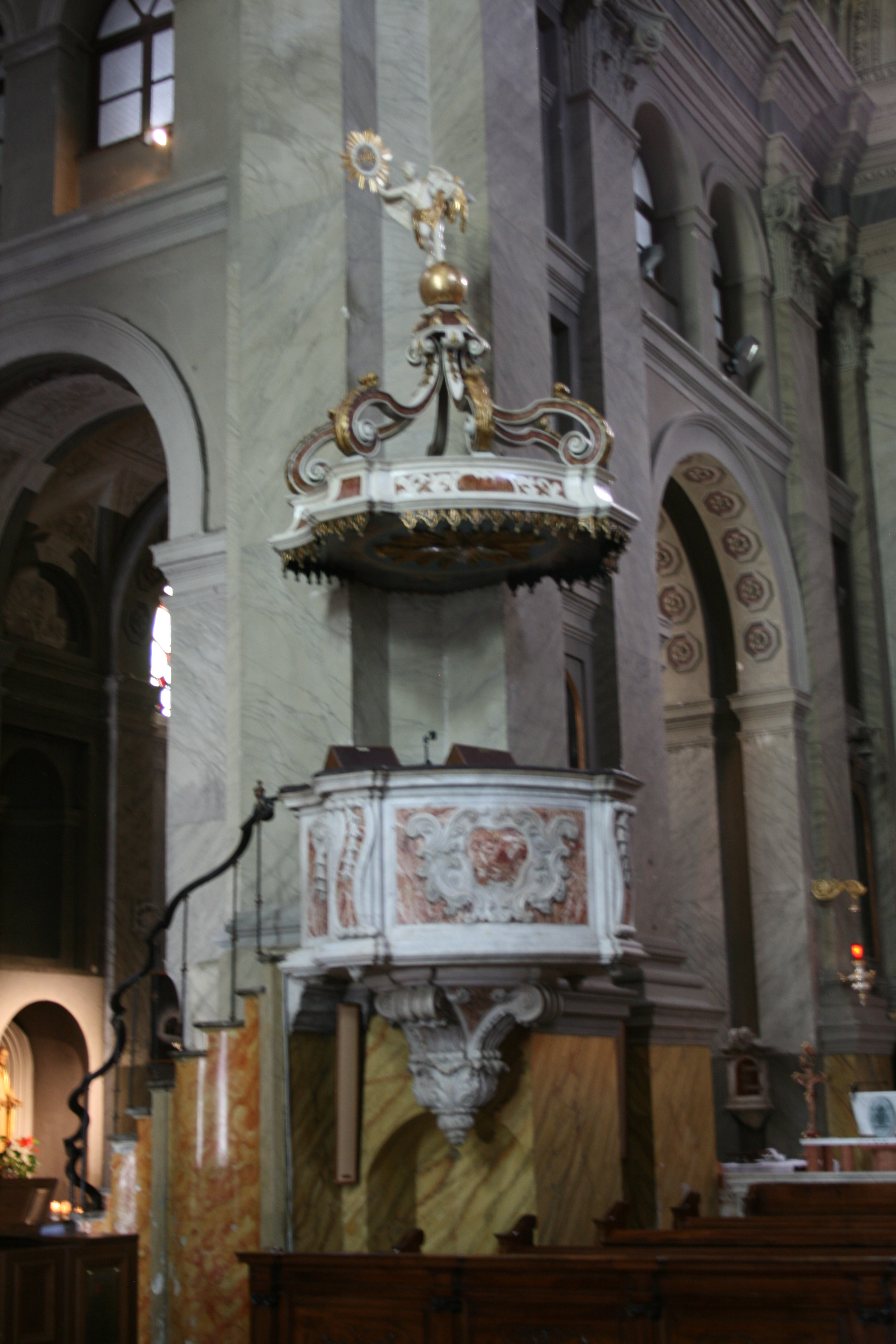
Kanzel der Santa Maria Maggiore